# Classe Buckley
La classe Buckley, est une classe de cent deux destroyers d'escorte de l'US Navy construits entre 1942 et 1945 et actifs jusqu'en 1967.

Ce modèle de destroyer est le bâtiment principal, avec un sous-marin allemand, autour duquel tourne le film de 1957 Torpilles sous l'Atlantique de Dick Powell. 